# Yoon Hyun
Yoon Hyun (* 5. April 1966) ist ein ehemaliger südkoreanischer Judoka. Er war 1991 Vizeweltmeister und 1992 Olympiazweiter im Extraleichtgewicht, der Gewichtsklasse bis 60 Kilogramm.

## Sportliche Karriere
Yoon Hyun gewann bei den Weltmeisterschaften 1989 in Belgrad eine Bronzemedaille. Zwei Jahre später erreichte er bei den Weltmeisterschaften in Barcelona das Finale und unterlag dem Japaner Tadanori Koshino. Im gleichen Jahr gewann er den Titel bei den Asienmeisterschaften in Osaka.  
Bei den Olympischen Spielen 1992 in Barcelona bezwang Yoon Huyn in seinem ersten Kampf den Israeli Amit Lang durch eine Strafe für Lang (chui). Im Achtelfinale siegte er gegen den Venezolaner Willis García durch Ippon nach vier Minuten, das Viertelfinale gegen den Polen Piotr Kamrowski gewann Yoon Huyn durch Kampfrichterentscheid (yusei-gachi). Auch im Halbfinale musste der Südkoreaner über die volle Distanz, er besiegte den Deutschen Richard Trautmann durch eine Koka-Wertung. Das Finale verlor Yoon Hyun durch eine Koka-Wertung gegen Nazim Hüseynov aus dem Vereinten Team.
Neben seinen Meisterschaftsmedaillen gewann Yoon Hyun in seiner Karriere auch mehrere internationale Turniere, wobei er seine Weltcupsiege 1989 in Leonding und 1991 in München im Halbleichtgewicht, also eine Gewichtsklasse höher, erkämpfte.